# Chevrand
Chevrand – francuski pływak, uczestnik Letnich Igrzysk Olimpijskich 1900 w Paryżu.
Startował na dystansie 200 metrów stylem grzbietowym oraz w pływaniu podwodnym, gdzie zajął 12. miejsce uzyskując wynik 72 punktów.